# سلطان‌الدوله دیلمی
پناه‌خسرو (فناخسرو) دیلمی ملقب به سلطان‌الدوله و مُکَنّیٰ به ابوشجاع (درگذشتهٔ شوال ۴۱۵ هجری قمری در شیراز) پسر بهاءالدوله دیلمی و از امیران آل بویه بود که پس از مرگ پدرش جانشین وی شد.

## زندگی

### آغاز حکومت
پس از آنکه بهاءالدوله در ۵ جمادی‌الثانی ۴۰۳ (۲۲ دسامبر ۱۰۱۲) در ارّجان درگذشت، پسرش ابوشجاع (سلطان‌الدوله) جانشین وی شد و از ارّجان به فارس رفت. نایب و وزیر او در عراق ابوغالب فخرالملک بود. در سال ۴۰۶ قمری ابوغالب به دستور سلطان‌الدوله به قتل رسید و حسن بن سهلان به‌جای او برقرار شد. سلطان‌الدوله در ابتدا فرمانروایی عراق را به برادرش جلال‌الدوله و کرمان را به برادر دیگرش قوام‌الدوله سپرد که قوام‌الدوله تا پایان عمر یعنی تا سال ۴۱۹ قمری (۱۰۲۸ میلادی) موقعیت خود را در کرمان حفظ کرد.

### از دست دادن عراق و مرگ
در سال ۴۰۹ ق (۱۰۱۸ م) سلطان‌الدوله متوجه شد که اگر اقدامی نکند کنترل بین‌النهرین را از دست خواهد داد. از این رو وارد بغداد شد اما نتوانست صلح و امنیتی در آنجا برقرار سازد. از طرفی ترکان که قوی‌ترین نیروی نظامی در عراق بودند، با هجوم سربازان دیلمی که سلطان‌الدوله موجب آن شده بود به مخالفت پرداختند. آن‌ها در سال ۴۱۱ ق (۱۰۲۱ میلادی) سلطان‌الدوله را مجبور کردند کوچک‌ترین برادر خود، مشرف‌الدوله را پادشاه عراق کند. جایگاهی که در آن زمان سابقه نداشت. حدود دو سال بعد (۴۱۳ قمری) سلطان‌الدوله از عراق رانده شد. او مجبور شد با برادرش پیمانی ببندد مبنی بر اینکه عراق و خوزستان به مشرف‌الدوله تعلق داشته باشد و فارس و کرمان به سلطان‌الدوله. از آن زمان نام سلطان‌الدوله در عراق از خطبه حذف شد و به نام مشرف‌الدوله خطبه خواندند.
سلطان‌الدوله دیلمی در شوال سال ۴۱۵ قمری در ۳۲ سالگی در شیراز از دنیا رفت و پسرش ابوکالیجار جایش را گرفت.